# Маніше
Мані́ше (порт. Maniche, нар. 11 листопада 1977, Лісабон, Португалія) — португальський футболіст, що грав на позиції півзахисника.
Дворазовий чемпіон Португалії, чемпіон Англії, чемпіон Італії, володар Кубка УЄФА, переможець Ліги чемпіонів УЄФА, Володар міжконтинентального кубка.

## Клубна кар'єра
Дорослу футбольну кар'єру розпочав 1995 року виступами за команду клубу «Бенфіка», в якій провів один сезон, так й не дебютувавши у її складі в матчах чемпіонату.
Протягом 1996–1999 років захищав на умовах оренди кольори команди клубу «Алверка».
Своєю грою за останню команду знову привернув увагу представників тренерського штабу клубу «Бенфіка», до складу якого повернувся 1999 року. Цього разу відіграв за лісабонський клуб наступні три сезони своєї ігрової кар'єри.
2002 року уклав контракт з клубом «Порту», у складі якого провів наступні три роки своєї кар'єри гравця. Більшість часу, проведеного у складі «Порту», був основним гравцем команди. За цей час двічі виборював титул чемпіона Португалії, ставав володарем Кубка УЄФА, володарем Міжконтинентального кубка.
Згодом з 2005 по 2010 рік грав у складі команд клубів «Динамо» (Москва), «Челсі», «Атлетіко», «Інтернаціонале», «Атлетіко» та «Кельн». Протягом цих років додав до переліку своїх трофеїв титул чемпіона Англії, ставав чемпіоном Італії.
Завершив професійну ігрову кар'єру у клубі «Спортінг», за команду якого виступав протягом 2010–2011 років.

## Виступи за збірні
Протягом 1997–1998 років залучався до складу молодіжної збірної Португалії. На молодіжному рівні зіграв у 11 офіційних матчах.
2003 року дебютував в офіційних матчах у складі національної збірної Португалії. Протягом кар'єри у національній команді, яка тривала 7 років, провів у формі головної команди країни 53 матчі, забивши 7 голів.
У складі збірної був учасником чемпіонату Європи 2004 року у Португалії, де разом з командою здобув «срібло», чемпіонату світу 2006 року у Німеччині.

## Статистика виступів

### Статистика клубних виступів
| Сезон                    | Команда                  | Чемпіонат                | Чемпіонат | Чемпіонат | Кубок Італії | Кубок Італії | Кубок Італії | Єврокубки | Єврокубки | Єврокубки | Інші змагання | Інші змагання | Інші змагання | Усього | Усього |
| Сезон                    | Команда                  | Ліга                     | Ігор      | Голів     | Ліга         | Ігор         | Голів        | Ліга      | Ігор      | Голів     | Ліга          | Ігор          | Голів         | Ігор   | Голів  |
| ------------------------ | ------------------------ | ------------------------ | --------- | --------- | ------------ | ------------ | ------------ | --------- | --------- | --------- | ------------- | ------------- | ------------- | ------ | ------ |
| 1996/1997                | «Алверка»                | ЧП                       | 23        | 2         | —            | —            | —            | —         | —         | —         | —             | —             | —             | 23     | 2      |
| 1997/1998                | «Алверка»                | ЧП                       | 29        | 5         | —            | —            | —            | —         | —         | —         | —             | —             | —             | 29     | 5      |
| 1998/1999                | «Алверка»                | ЧП                       | 26        | 3         | —            | —            | —            | —         | —         | —         | —             | —             | —             | 26     | 3      |
| Усього «Алверка»         | Усього «Алверка»         | Усього «Алверка»         | 78        | 10        |              |              |              |           |           |           |               |               |               | 78     | 10     |
| 1999/2000                | «Бенфіка»                | ЧП                       | 28        | 10        | —            | —            | —            | КУЄФА     | 5         | 1         | —             | —             | —             | 33     | 11     |
| 2000/2001                | «Бенфіка»                | ЧП                       | 26        | 1         | —            | —            | —            | КУЄФА     | 2         | 0         | —             | —             | —             | 28     | 1      |
| 2001/2002                | «Бенфіка»                | ЧП                       | 0         | 0         | —            | —            | —            | —         | —         | —         | —             | —             | —             | 0      | 0      |
| Усього «Бенфіка»         | Усього «Бенфіка»         | Усього «Бенфіка»         | 54        | 11        |              |              |              |           | 7         | 1         |               |               |               | 61     | 12     |
| 2002/2003                | «Порту»                  | ЧП                       | 29        | 6         | —            | —            | —            | КУЄФА     | 12        | 2         | —             | —             | —             | 41     | 8      |
| 2003/2004                | «Порту»                  | ЧП                       | 31        | 6         | —            | —            | —            | ЛЧ        | 13        | 2         | —             | —             | —             | 44     | 8      |
| 2004/2005                | «Порту»                  | ЧП                       | 20        | 3         | —            | —            | —            | ЛЧ        | 9         | 0         | —             | —             | —             | 29     | 3      |
| Усього «Порту»           | Усього «Порту»           | Усього «Порту»           | 80        | 15        |              |              |              |           | 34        | 4         |               |               |               | 114    | 19     |
| 2005/січ. 2006           | «Динамо» (Москва)        | ЧР                       | 12        | 0         | —            | —            | —            | —         | —         | —         | —             | —             | —             | 12     | 0      |
| Усього «Динамо» (Москва) | Усього «Динамо» (Москва) | Усього «Динамо» (Москва) | 13        | 2         |              |              |              |           |           |           |               |               |               | 13     | 2      |
| січ. 2006/2006           | «Челсі»                  | ЧА                       | 8         | 0         | —            | —            | —            | —         | —         | —         | —             | —             | —             | 8      | 0      |
| Усього «Челсі»           | Усього «Челсі»           | Усього «Челсі»           | 8         | 0         |              |              |              |           |           |           |               |               |               | 8      | 0      |
| 2006/2007                | «Атлетіко»               | AS                       | 28        | 4         | —            | —            | —            | —         | —         | —         | —             | —             | —             | 28     | 4      |
| 2007/січ. 2008           | «Атлетіко»               | AS                       | 15        | 2         | —            | —            | —            | КУЄФА     | 7         | 0         | —             | —             | —             | 22     | 2      |
| січ. 2008/2008           | «Інтернаціонале»         | A                        | 8         | 1         | КІ           | 3            | 0            | —         | —         | —         | —             | —             | —             | 11     | 1      |
| Усього «Інтернаціонале»  | Усього «Інтернаціонале»  | Усього «Інтернаціонале»  | 8         | 1         |              | 3            | 0            |           |           |           |               |               |               | 11     | 1      |
| 2008/2009                | «Атлетіко»               | AS                       | 7         | 1         | —            | —            | —            | —         | —         | —         | —             | —             | —             | 7      | 1      |
| Усього «Атлетіко»        | Усього «Атлетіко»        | Усього «Атлетіко»        | 50        | 7         |              |              |              |           | 7         | 0         |               |               |               | 57     | 7      |
| 2009/2010                | «Кельн»                  | БЛ                       | 30        | 3         | —            | —            | —            | —         | —         | —         | —             | —             | —             | 30     | 3      |
| Усього «Кельн»           | Усього «Кельн»           | Усього «Кельн»           | 30        | 3         |              |              |              |           | 0         | 0         |               |               |               | 30     | 3      |
| Усього                   | Усього                   | Усього                   | 283       | 43        |              | 3            | 0            |           | 48        | 5         |               |               |               | 334    | 48     |

## Титули та досягнення
«Порту»
- Чемпіон Португалії: 2002-03, 2003-04
- Володар Кубка Португалії: 2002-03
- Володар Суперкубка Португалії: 2003
- Володар Кубка УЄФА: 2002-03
- Переможець Ліги чемпіонів УЄФА: 2003-04
- Володар Міжконтинентального кубка: 2004

«Челсі»
- Чемпіон Англії: 2005-06

«Інтеранціонале»
- Чемпіон Італії: 2007-08

Португалія
- Віце-чемпіон Європи: 2004